# Goodbye and Hello
Albums de Tim Buckley
Tim Buckley
(1966) Happy Sad
(1969)
Goodbye and Hello est le second album de Tim Buckley, sorti en 1967.

## L'album
Il atteint la 171e place du Billboard 200 et fait partie des 1001 albums qu'il faut avoir écoutés dans sa vie. 

### Titres
Tous les titres sont de Tim Buckley, sauf mentions. 
1. No Man Can Find the War (Larry Beckett, Buckley) (2:58)
2. Carnival Song (3:10)
3. Pleasant Street (5:15)
4. Hallucinations (Beckett, Buckley) (4:55)
5. I Never Asked to Be Your Mountain (6:02)
6. Once I Was (3:22)
7. Phantasmagoria in Two (en) (3:29)
8. Knight-Errant (Beckett, Buckley) (2:00)
9. Goodbye and Hello (Beckett, Buckley) (8:38)
10. Morning Glory (Beckett, Buckley) (2:52)

### Musiciens
- Tim Buckley : guitare, voix
- Lee Underwood : guitare, claviers
- John Farsha, Brian Hartzler : guitare
- Jim Fielder, Jimmy Bond : basse
- Don Randi, Jerry Yester : claviers
- Henry Diltz : harmonica sur Once I Was
- Carter Collins : congas, percussions
- Dave Guard, Eddie Hoh : percussions